# Мласкавець набряклий
Мласкавець набряклий, мласкавець здутий (Valerianella turgida) — вид рослин з родини жимолостевих (Caprifoliaceae); поширений у південній Європі та західній Азії.

## Опис
Однорічна рослина 10–25(40) см заввишки. Стебло ребристе, з жорсткими волосками внизу і по ребрах. Прикореневі листки лопатчаті, стеблові листки довгасто-ланцетні або довгасті, біля основи іноді зубчасті. Квітки в головчатих небагатоквіткових напівзонтиках. Плоди 2–3 мм довжиною, дуже роздуті, зверху і знизу неглибоко-виїмчасті. Безплідні гнізда плодів в 3–4 рази більші за плодучі гнізда.

## Поширення
Поширений у південній Європі та західній Азії (Азербайджан, Вірменія, Грузія, Туреччина).
В Україні вид зростає на кам'янистих схилах, у чагарниках, на полях і засмічених місцях — у Степу на півдні (Одеська та Херсонська області), Криму.